# Peter Sundelin
Peter Nils Sundelin est un marin suédois né le 13 janvier 1947 à Nacka.
Il est sacré champion olympique de voile en 5,5 mètres JI aux Jeux olympiques d'été de 1968 de Mexico avec ses frères Jörgen et Ulf sur le Wasa IV. Il participe aussi aux Jeux olympiques d'été de 1972 se déroulant à Munich, se classant sixième en classe Dragon et neuvième en classe Soling, ainsi qu'aux Jeux olympiques d'été de 1980 à Moscou en classe Star où il termine quatrième.